# Autres dieux, autres mondes

Autres dieux, autres mondes est une anthologie de science-fiction publiée aux États-Unis par l'éditeur Doubleday en juin 1971 sous le titre « Other worlds, other gods ». 
Rassemblées par Mayo Mohs, les nouvelles avaient paru entre 1942 et 1969.
Amputée de trois nouvelles et d'un poème, l'anthologie a été publiée en France en 1974 aux éditions OPTA, collection Présence du futur n°184, avec des traductions de Dominique Vernon et de Jacques-Daniel Vernon.
L'une des nouvelles de l'anthologie, Les Neuf Milliards de noms de Dieu par  Arthur C. Clarke, a obtenu le prix Hugo de la meilleure nouvelle courte 1954.

## Liste des nouvelles dans l'édition anglophone (1971)
L'édition anglophone comprend 12 nouvelles et un poème :
- Nelson S. Bond, La Ruse de la bête (« The Cunning of the Beast », 1942).
- Henry Kuttner, A Cross of Centuries (1958) - nouvelle non reprise dans la traduction francophone.
- Lee Sutton, L'Âme-soeur (« Soul mate », 1959).
- Winston P. Sanders, Apporter la parole à l'espace (« The Word to Space », 1960).
- Philip José Farmer, Prométhée (« Prometheus », 1961).
- Arthur C. Clarke, Les Neuf Milliards de noms de Dieu (« The Nine Billion Names of God », 1953).
- John Brunner, Les Vitanuls (« The Vitanuls », 1967), aussi parue dans Histoires d'immortels.
- John Brunner, Judas (1967) - nouvelle non reprise dans la traduction francophone.
- Anthony Boucher, À la recherche de Saint Aquin (« The Quest for Saint Aquin ») - nouvelle non reprise dans la traduction francophone.
- Anthony Boucher, Balaam (« Balaam », 1954).
- Lester del Rey, L'Office du soir (« Evensong », 1967).
- Damon Knight, La Poussière louera-t-elle ton nom ? (« Shall the Dust Praise Thee  ? », 1967), aussi parue dans Dangereuses Visions.
- Ray Bradbury : Christus Apollo (poème - 1969).

## Liste des nouvelles dans l'édition francophone (1974)
L'édition francophone comprend neuf nouvelles :
- Nelson S. Bond, La Ruse de la bête (« The Cunning of the Beast » / « Another World Begins », 1942).
- Lee Sutton, L'Âme-soeur (« Soul mate », 1959).
- Winston P. Sanders, Apporter la parole à l'espace (« The Word to Space », 1960).
- Philip José Farmer, Prométhée (« Prometheus », 1961).
- Arthur C. Clarke, Les Neuf Milliards de noms de Dieu (« The Nine Billion Names of God », 1953).
- John Brunner, Les Vitanuls (« The Vitanuls », 1967), aussi parue dans Histoires d'immortels.
- Anthony Boucher, Balaam (« Balaam », 1954).
- Lester del Rey, L'Office du soir (« Evensong », 1967).
- Damon Knight, La Poussière louera-t-elle ton nom ? (« Shall the Dust Praise Thee  ? », 1967), aussi parue dans Dangereuses Visions.7